# Dag van de Arbeid
De  Dag van de Arbeid (in België ook Feest van de Arbeid genoemd) is een feestdag van de socialistische, communistische en anarchistische arbeidersbeweging. De dag vindt in Nederland, België, Aruba, Curaçao, Duitsland en Suriname elk jaar op 1 mei plaats. Andere landen wijken soms af van deze datum. In Europa is 1 mei in bijna alle landen een officiële feestdag, op een paar landen na waaronder Nederland. Katholieken vieren op deze dag het feest van Sint-Jozef als arbeider.

## Geschiedenis

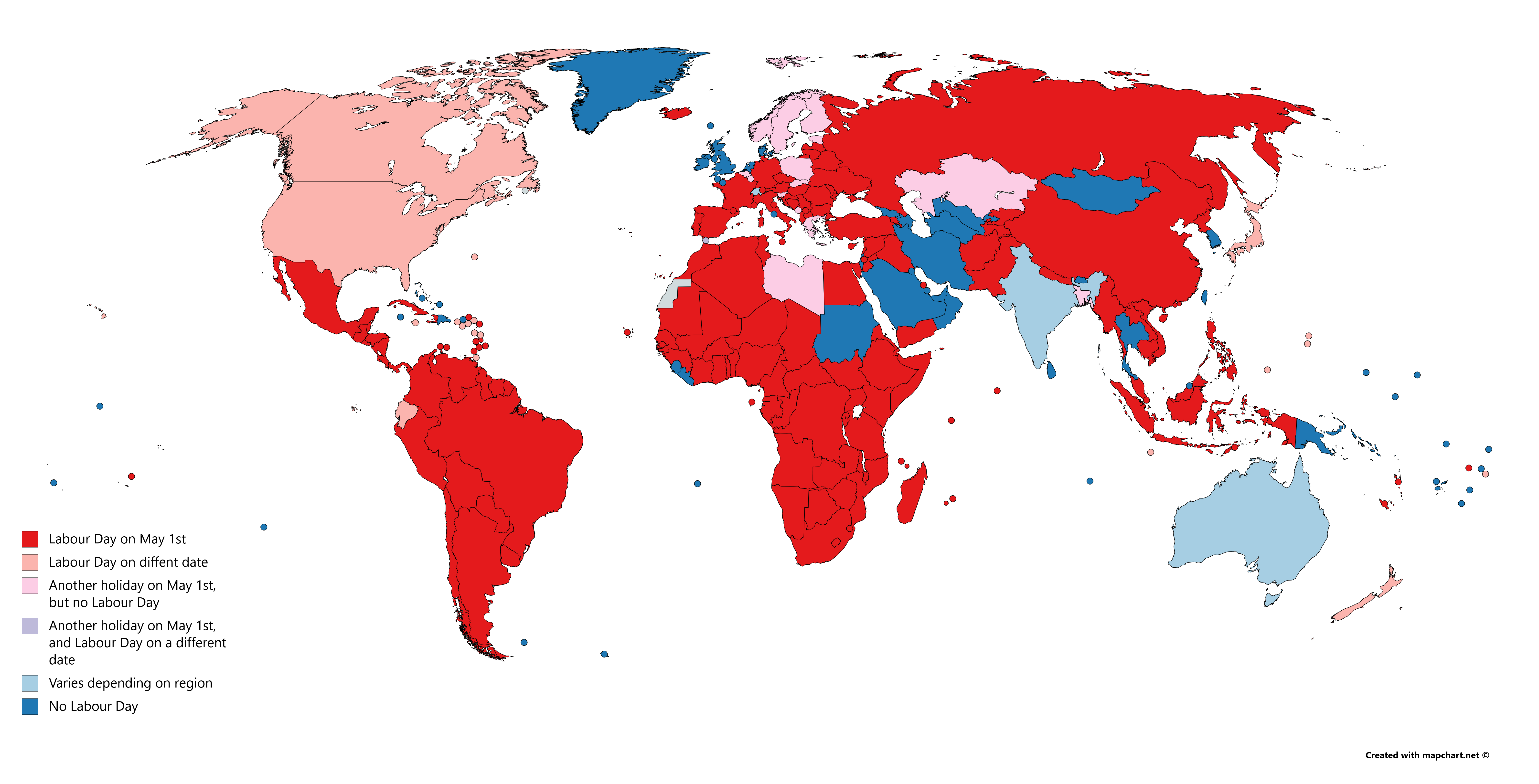
Landen die al of niet de Dag van de Arbeid of een andere feestdag op 1 mei vieren:
Dag van de Arbeid is een nationale feestdag
Dag van de arbeid wordt gevierd, maar op een andere dag
1 mei is een feestdag, maar geen officiële viering van de Dag van de Arbeid
1 mei is een nationale feestdag, en de Dag van de Arbeid wordt op een andere dag gevierd
Feestdag verschillend per regio
Dag van de Arbeid is geen nationale feestdag
Geen gegevens

### Algemeen
Aan de 1 meiviering als viering van de arbeidersbeweging ligt de invoering van de achturige werkdag ten grondslag. De eis om slechts acht uur per dag te hoeven werken werd in de 15e en 16e eeuw veelvuldig onder de Engelse ambachtslieden gehoord.
Bij het eerste congres van de Tweede Internationale in 1889 werd besloten om op 1 mei 1890 een internationale strijddag voor de achturige werkdag te organiseren. Dit plan was bedacht door de Amerikaanse vakbond American Federation of Labour (AFL). De vakbond AFL organiseerde eerder op 1 mei een nationale actiedag, waarbij een sector staakte terwijl andere sectoren de stakingskas aanvulden om de stakers door te betalen tijdens de staking.
Op 1 mei 1890 werd de eerste internationale Dag van de Arbeid gevierd met grote demonstraties voor de achturige werkdag in verschillende landen, zoals in Frankrijk, Oostenrijk-Hongarije, Italië, Spanje, België, Nederland, Denemarken, Noorwegen, Zweden en de Verenigde Staten. De Britten organiseerden op de eerste zondag van mei een grote bijeenkomst. In sommige Italiaanse, Spaanse en Franse steden kwam het tot gevechten tegen de politie. Alleen in de Verenigde Staten had de staking direct succes, waar de timmerlieden in sommige deelstaten de achturige werkdag verkregen, terwijl in sommige andere vakgebieden een negenurige werkdag werd ingevoerd.
Op het congres van de Tweede Internationale van 1891 werd besloten om van de Dag van de Arbeid een jaarlijkse traditie te maken. Op het congres van 1891 probeerden de Duitse marxisten en de Britten om de Internationale Dag van de Arbeid te verplaatsen naar de eerste zondag van mei, maar deze resolutie kreeg geen meerderheid. De Fransen waren tegen de verplaatsing naar zondag, omdat ze dit zagen als een overgave. Dit komt door het bloedbad in de Franse stad Fourmies, waarbij soldaten op de ongewapende demonstrerende menigte schoten en daarbij tien mensen doodschoten. Volgens het congres waren er drie hoofddoelen:
- Strijd voor de achturige werkdag;
- Pleiten voor andere arbeidsrechten;
- Voor het behoud van vrede.

Bij vieringen op 1 mei wordt nog vaak het strijdlied De Internationale ten gehore gebracht.

### Groot-Brittannië
De sociaal bewogen ondernemer Robert Owen pleitte er in 1817 in Engeland voor om in werkplaatsen en fabrieken de achturige werkdag in te voeren. Hij beargumenteerde zijn eis door erop te wijzen dat acht uur werk en een goede organisatie van de arbeid een overvloed aan rijkdom voor allen kon scheppen en de nieuwste ontwikkelingen op technisch en chemisch gebied het niet meer noodzakelijk zouden maken om langer te werken dan acht uur.

### Australië en de Verenigde Staten
In Melbourne werden op 18 februari 1856 door werknemers en werkgevers voor het eerst overeengekomen de arbeidsdag te beperken tot acht uur, nadat bouwvakarbeiders het werk neer hadden gelegd. In 1864 werd in Boston de "Workingsmen's Convention" gesticht, waar Ira Steward pleitte voor een bij wet te regelen achturendag.
In 1882 wilde in New York de Central Labor Union aan het eind van de zomer een demonstratieve optocht met aansluitende picknick houden voor arbeidstijdverkorting. Geen bedrijf of instantie wilde echter zijn personeel een vrije dag geven, en daarom zag de bond zich genoodzaakt een staking uit te roepen voor de eerste maandag van september. In 1887 werd deze "Labour Day" voor het eerst erkend door de staten Oregon, Colorado, Massachusetts, New York and New Jersey. In 1894 gaf president Cleveland ook het personeel van de federale overheid een vrije dag.
In november 1884 nam de American Federation of Labour (AFL) een resolutie aan, waarin zij ervoor pleitte om vanaf 1 mei 1886 de wettelijke achturendag ingevoerd te krijgen. De keuze voor 1 mei was ingegeven door het feit dat in Noord-Amerika op die datum werd verhuisd en de arbeidscontracten op die datum vernieuwd werden (moving day).
De Amerikaanse vakbondsfederatie (AFL-CIO) besloot in 1888 om voortaan op 1 mei jaarlijks te demonstreren voor de invoering van een achturige werkdag. Het voorstel werd in 1889 overgenomen op het eerste congres van de Tweede Internationale te Parijs. Het doel was met de 1 meiviering de strijd voor de achturige werkdag te versterken. Op 1 mei 1890 vonden in veel landen de eerste vieringen plaats.
In de Verenigde Staten werd de dag van de arbeid oorspronkelijk ook gepland op 1 mei, maar president Grover Cleveland verplaatste de viering naar de eerste maandag in de maand september, officieel om te vermijden dat 1 mei een herdenking van de Haymarket-affaire zou worden, maar men kan ook motieven tegen het socialisme achter dit besluit zien. De eerste maandag van september werd gekozen naar aanleiding van een parade die de Knights of Labour op 5 september 1882 in New York hadden georganiseerd.
Tijdens de 1 mei-optochten wordt eigenlijk de bloedige afloop van de staking van 3 mei 1886 in de McCormick-fabrieken in Chicago herdacht, waar er werd geijverd voor de achturige werkdag. Voor martelaren van Chicago is 1 mei synoniem voor arbeidersstrijd in de hele wereld, zoals werd besloten tijdens het congres van de Tweede Internationale van 1889 in Parijs. Dat symbool ligt aan de basis van de wetten rond weekendrust en de achturige werkdag en werd later, na de Tweede Wereldoorlog, een doorbetaalde vrije dag.

### Sovjet-Unie
In de Sovjet-Unie en de voormalige communistische landen in Oost-Europa werd 1 mei jaarlijks gevierd met een parade, waaraan behalve arbeiders ook legereenheden deelnamen, die de producten van de wapenindustrie lieten zien.

### Duitsland
Minder bekend is dat op 10 april 1933 de regering van Hitler 1 mei per wet tot betaalde "feestdag van de nationale arbeid" verklaarde. Middels deze door Goebbels voorgestelde maatregel wist Hitler een groot aantal vakbondsleiders naar Berlijn te lokken om ze vervolgens gevangen te kunnen nemen en naar concentratiekampen af te laten voeren. Ondanks deze zwarte bladzijde uit de historie van de Dag van de arbeid, bleef deze dag een feestdag in onder andere België en Duitsland.

### België en Nederland
In Nederland is de Dag van de Arbeid alleen op de BES-eilanden een officiële feestdag. Wel werden er vanouds grote bijeenkomsten georganiseerd door de SDAP (later PvdA) en de CPN. Tot in de jaren tachtig hield de CPN op 1 mei een jaarlijkse betoging in Amsterdam. Voor de werknemers van de gemeenten Amsterdam en Hoorn is 1 mei sinds vele decennia een vrije dag, hoewel zij sinds 2017 de keuze hebben om vrij te nemen of te werken.
In veel landen (onder andere België en Frankrijk) is 1 mei een doorbetaalde vrije dag. In Nederland geldt dit in het algemeen niet voor arbeiders, maar wel voor een kleine groep ambtenaren, banken en beurshandelaren. Ook werknemers van vakbonden zijn op deze dag vrij.
De grondtoon van de Dag van de Arbeid is het gevoel van internationale verbondenheid.
In België worden in een aantal steden optochten gehouden, voorafgegaan door speeches. Politici van Vooruit en PVDA, militanten van de socialistische vakbond ABVV en de socialistische mutualiteit Solidaris zijn vertegenwoordigd. 